# 繩果
繩果（ジェンガ）は、金の皇族。漢名は宗峻。太祖阿骨打（アクダ）の三男。母は聖穆皇后唐括氏。爵位は汴王。

## 生涯
嫡子であったために父の太祖阿骨打から正式な後継者と定められ、父に従軍して功績を立てる。後に叔父の2代呉乞買（ウキマイ）に従軍して、遼の中京大定府と西京大同府を攻略中に、重傷を負った。天会元年（1124年）7月、それが原因で破傷風に罹り、間もなく死去した。
なお、繩果の未亡人の蒲察氏は異母兄の斡本（オベン、漢名は宗幹）に再嫁した。そのために斡本は2人の甥の養父となり、その後見役となった。
長男の合剌（ホラ）が第3代金朝皇帝熙宗として即位すると、彼は亡父に対して、徽宗の廟号と景宣皇帝の諡号を贈った。

## 宗室

### 妻妾
- 恵昭皇后 蒲察氏

### 子女
- 熙宗 合剌（亶）
- 胙王 常勝（元）
- 査剌